# John Reith
Sir John Reith KT, GCVO, GBE, CB, TD,  (20 de julho de 1889 - 16 de junho de 1971) foi o primeiro diretor-geral do conglomerado de mídia britânico BBC.